# Comte de Lemos
Comte de Lemos est un titre de noblesse espagnol, lié à la ville galicienne de Monforte de Lemos. Initialement, au XIVe siècle, le comté de Lemos était lié au comté de Trastamare (es) et au marquisat de Sarria, et n'était pas héréditaire. Le comté de Lemos en tant que titre autonome, héréditaire et perpétuel a commencé en 1456 avec Pedro Álvarez Osorio.
Traditionnellement lié à la famille Castro, selon Manuel Murguía, une lignée « presque royale » et selon Hermida Balado, l'unique lignage qui aurait pu offrir un roi à la Galice. L'une des différentes théories qui étudient l'origine de la saga des Castro nous renvoie aux Castro de Castrojeriz comme descendants du roi, García de Galicia, qui mourut prisonnier au château de Luna en 1090. Cependant, plusieurs généalogistes modernes, notamment le médiéviste Jaime de Salazar y Acha, considèrent que les Castro sont issus de Fernando García de Hita, fils du comte García Ordóñez et de l'infante Mencía Garcés, fille légitime du roi García Sánchez III de Pampelune.
C'est l'un des titres de noblesse les plus importants d'Espagne et il a été élevé en 1520 par le roi Charles Quint à la grandesse d'Espagne de première classe.
Les armoiries de la branche galicienne de la famille Castro étaient constituées de six rondelles d'azur sur un champ d'argent, qui, tout au long de l'évolution de la famille, ont été complétées par d'autres, comme les loups écorchés de la famille Osorio etc.

## Citations
« El título de Lemos tuvo un lustre y una consideración que ninguna otra Casa de la grandeza excedió y que sólo las mayores igualaron. »

— F. Fernández de Bethencourt

« Yo no soy de los que, el Rey, Señor, trata como Grandes, sino que soy Grande y tan antiguo como no hay en Castilla. »

— Ier Conde de Lemos

« Vuestra Majestad es dueño de mandar cubrir en su real presencia a quien le pareciere, pero la grandeza de los Condes de Lemos la han hecho Dios y el tiempo. »

— XIe comte de Lemos à Philippe V d'Espagne

## Liens entre les comtes de Lemos
Deux périodes clairement différenciées peuvent être distinguées dans l'histoire du comté de Lemos. La première englobait le titre de comte de Lemos, Trastámara et Sarria, et n'avait pas de caractère héréditaire, étant accordé successivement par le monarque en reconnaissance des services ou de la loyauté dont faisait preuve une personne spécifique. Malgré cela, le titre est fortement lié à la maison Castro, Pedro Fernández de Castro (es), sans avoir encore le titre de comte, étant le premier seigneur juridictionnel de Lemos ; un titre qui sera porté par son fils, Fernán Ruiz de Castro (es), « Toute la loyauté de l'Espagne », la figure historique la plus marquante de cette première période, qui s'est terminée lorsque le 5e comte de Lemos a perdu la faveur royale et que tous ses biens et titres ont été confisqués. Mais le mariage de sa sœur Beatriz Enríquez de Castro avec Pedro Álvarez Osorio conduira à la récupération du titre en la personne de ce dernier, cette fois avec un caractère héréditaire mais en perdant l'ajout « de Trastámara y Sarria », mais en restant toutefois lié à partir de 1505 au nouveau titre du marquisat de Sarria. Cela marque le début de la deuxième période du comté de Lemos, à partir de laquelle l'ordre numérique des comtes repart du début, ce qui signifie que, à titre d'exemple, il y a deux « Ier comte de Lemos » pour chacune des deux étapes. Cette deuxième période est particulièrement marquée par la figure du VIIe comte de Lemos.
Nous pouvons ajouter une troisième période qui survient après que la branche aînée des Castro s'éteigne faute de fils transmettant le titre à la maison de Berwick et d'Alba par le mariage de l'héritière de la branche aînée, Catalina de Castro y Portugal dont l'arrière petite-fille Catalina Ventura Colon de Portugal épouse James Fitz-James Stuart.

### Comtés de Lemos, Trastámara et Sarria, de caractère non héréditaire. Première branche desCastro
- Álvar Núñez Osorio (es), Ier comte de Lemos, Trastámara et Sarria, proche du roi Alfonso XI de Castille mais ce dernier lui confisque les comtés et ordonne son exécution et les livre à son fils bâtard, Enrique.
- Enrique de Trastámara, IIe comte de Lemos, Trastámara et Sarria ; plus tard roi de Castille-et-Léon, sous le nom d'Henri II de Castille, d'où vient la dynastie de Trastamare. En 1366, son demi-frère, le roi Pedro Ier le Cruel, confisqua ses territoires galiciens et les accorda à Fernán Ruiz de Castro.
- Fernán Ruiz de Castro (es), Toute la Loyauté de l'Espagne, (?-1337), IIIe conde de Lemos, Trastámara et Sarria ; fils du premier seigneur-juge de Monforte de Lemos, Pedro Fernández de Castro « el de la Guerre», et frère des deux reines l'infortunée Inés de Castro et Juana de Castro la mal-aimée.

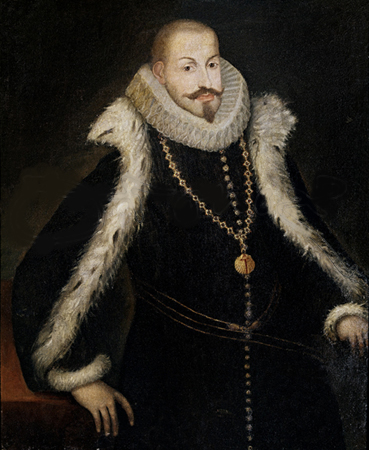
Portrait de Pedro Fernández de Castro, VIIe comte de Lemos, situé dans le couvent de las Clarisas de Monforte de Lemos.

- Pedro Enríquez de Castille (es), (c. 1352-1400), IVe comte de Lemos, Trastámara et Sarria et connétable de Castille. Il a contracté mariage avec Isabel de Castro (es) et a reçu les châteaux de Ponferrada et Villafranca du Bierzo en 1394[2].
- Fadrique Enríquez de Castille (es), aussi appelé Fadrique Enríquez de Castille (1388-1430), Ve comte de Lemos, Trastámara et Sarria ; en 1429 Jean II de Castille lui confisqua tous ses biens et titres, en mourant en 1430, prisonnier dans le château de Peñafiel. Sa sœur Beatriz Enríquez de Castille, a lutté pour récupérer ses biens et titres et s'est mariée avec Pedro Álvarez Osorio, seigneur de Cabrera et Ribera.

### Comté de Lemos, avec caractère héréditaire. Deuxième branche desCastro-Osorio
- Pedro Álvarez Osorio (es) (1457-1483), Ier comte de Lemos[3]. Son mariage avec Beatriz Enríquez de Castille ou de Castro a provoqué la concession du comté de Lemos, antérieurement lié au à celui de Trastámara et Sarria, avec caractère héréditaire et perpétuel, par lettres patentes d'Henri IV de Castille, datée à Séville, le 26 juin 1456.
- Rodrigo Enríquez de Castro (1459-1522), qui prend le nom de sa mère, IIe comte de Lemos[3], grand d'Espagne.
- Beatriz de Castro Osorio (1480-1570), IIIe comtesse de Lemos[3], Grand d'Espagne et mère du célèbre cardinal Rodrigo de Castro Osorio.
- Fernando Ruiz de Castro y Portugal (1505-1575), IVe comte de Lemos, Ier marquis de Sarria et grand d'Espagne.
- Pedro Fernández de Castro y Portugal Le Vieux (1524-1590), Ve comte de Lemos, IIe marquis de Sarria et Grand d'Espagne.
- Fernando Ruiz de Castro Andrade y Portugal (1548-1601), VIe comte de Lemos, IIIe marquis de Sarria, grand d'Espagne et vice-roi de Naples (1599-1601).[3]
- Pedro Fernández de Castro y Andrade (1576-1622), VIIe comte de Lemos, IVe marquis de Sarria, grand d'Espagne, président du Conseil des Indes, vice-roi de Naples (1610-1616) et président du Conseil suprême d'Italie ; « grand comte de Lemos » « Honneur de Notre Âge » grand mécène et personnage de grande importance. Neveu du cardinal Rodrigo de Castro Osorio. Il est mort sans descendance, ses biens et titres sont passés à son frère, le VIII conde de Lemos.[3]

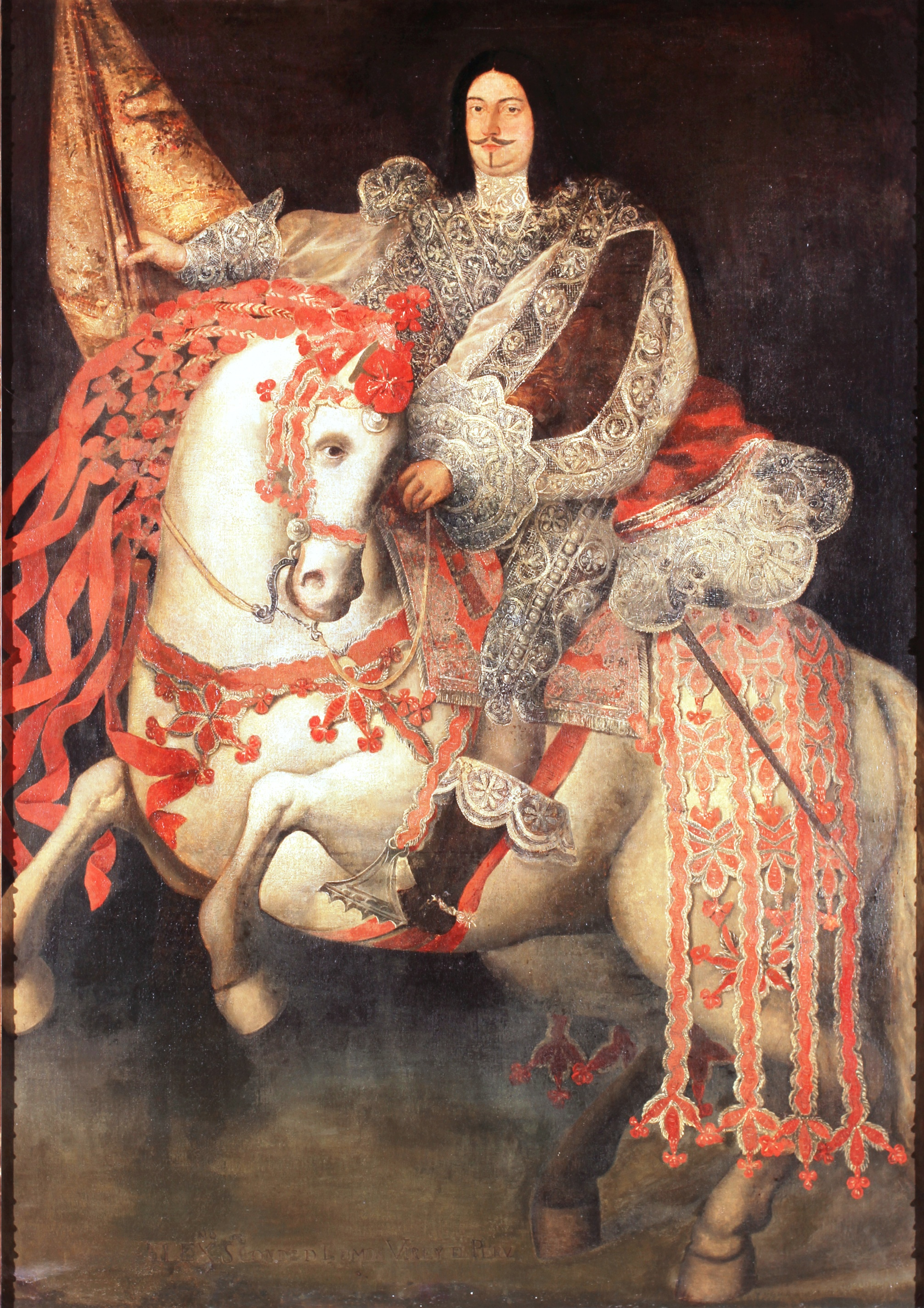
Pedro Antonio Fernández de Castro (1634-1667), Xe comte de Lemos et XXVIIe vice-roi du Pérou.

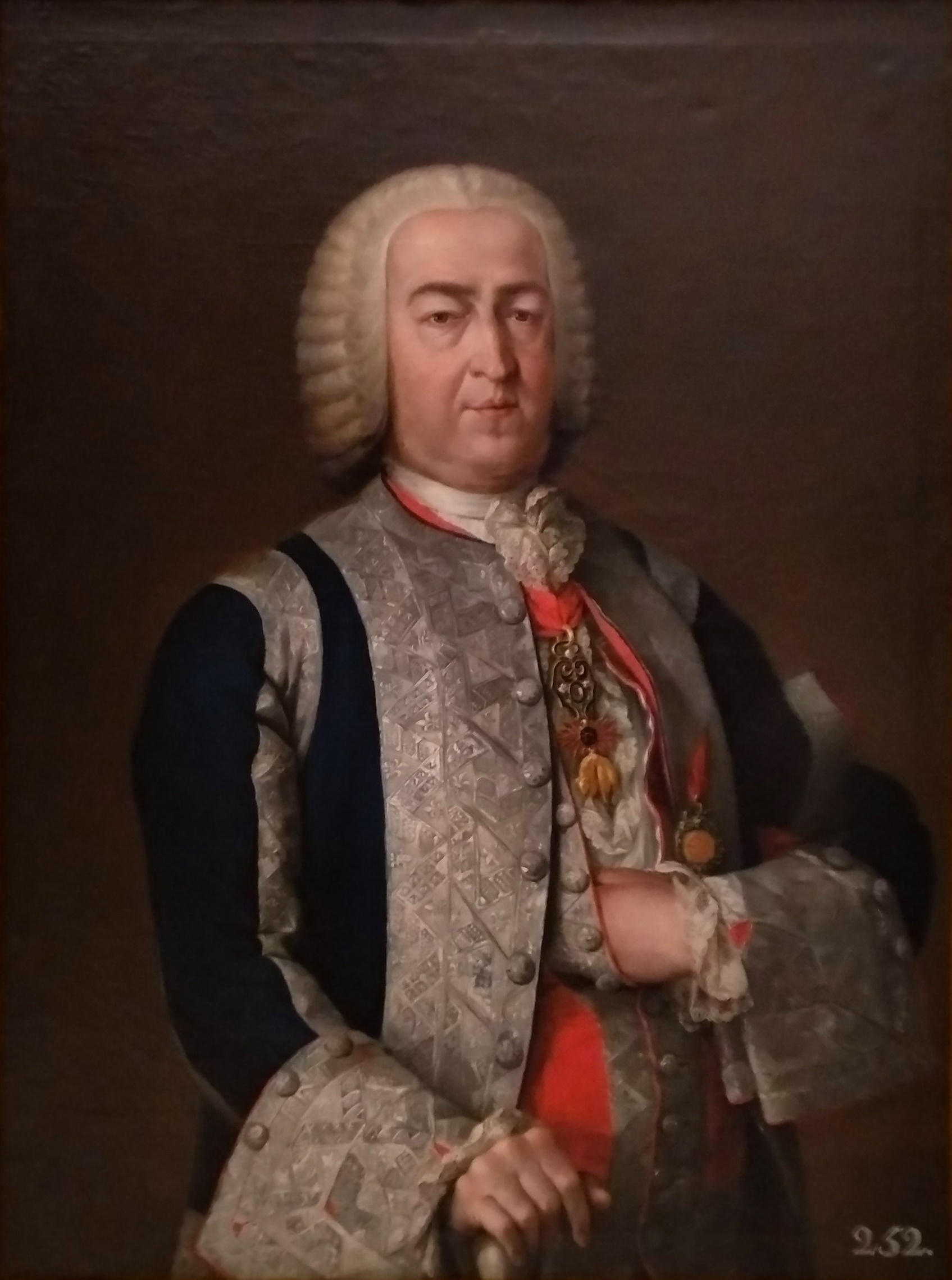
Portrait de Joaquín López de Zúñiga et Castro (1715-1777), XIIIe comte de Lemos, c. 1752, Situé dans la Real Academia de Bellas Artes de San Fernando.

- Francisco Ruiz de Castro Andrade y Portugal (1582-1637), VIIIe comte de Lemos, Ve marquis de Sarria, grand d'Espagne et vice-roi de Naples (1601-1603).[3] En 1629, il renonce à tous ses titres et des possessions au profit de son fils aîné et il devient moine bénédictin dans le monastère de Sahagún, sous le nom de Frère Agustín de Castro.
- Francisco Fernández de Castro Andrade (1613-1662), IXe comte de Lemos, VIe marquis de Sarria, grand d'Espagne et vice-roi d'Aragon.[3] Son frère cadet, Fernando, épouse la comtesse de Gelves et aura une fille qui donnera lieu à la future succession Berwick-Alba.
- Pedro Antonio Fernández de Castro (1634-1667), Xe comte de Lemos, VIIe marquis de Sarria, grand d'Espagne[3], XXVIIe vice-roi du Pérou entre 1667 et 1672, pendant le règne de Charles II (1665-1700) de la maison d'Autriche.
- Ginés Fernando Ruiz de Castro et le Portugal (1666-1741), XIe comte de Lemos, IXe comte de Villalba et VIIIe marquis de Sarria, grand d'Espagne ; il est mort sans descendance et sa lignée est passé à sa nièce Rose María de Castro y Centurión.[3]
- Rose María Fernández de Castro (1691-1772), XIIe comtesse de Lemos, IXe marquise de Sarria, grand d'Espagne. Elle meurt en 1772 sans descendance. Après des disputes héréditaires entre les nombreuses branches de la famille, le titre passe à son neveu, le duc de Béjar (es).[3]
- Joaquín López de Zúñiga y Castro (es) (1715-1777), XIIIe comte de Lemos, Xe marquis de Sarria, grand d'Espagne.[3] Il meurt sans descendance et avec lui le titre disparaît de la maison de Castro, tout comme celui de marquis de Sarria à la branche parentale la plus proche, la maison de Berwick-Alba qui descend de la nièce du IXe comte.

### Passage du titre à la maison de Berwick-Alba
- Jacobo Francisco Fitz-James Stuart y Colón de Portugal (1718-1785), XIVe comte de Lemos, XIe marquis de Sarria, IIIe duc de Berwick et grand d'Espagne, il hérite du titre par sa mère Catalina Ventura Colon de Portugal qui descend des Castro par son arrière-grand-mère et de Christophe Colomb par son père. Il épouse le 26 juillet 1738 María Teresa da Silva y Álvarez de Toledo, fille des ducs d'Albe. Leur succède un fils.
- Carlos Bernardo Fitz-James Stuart y Silva (1752-1787), XVe comte de Lemos, XIIe marquis de Sarria et grand d'Espagne.[4] Il épouse le 15 septembre 1771 avec Carolina Augusta zu Stolberg-Gedern, princesse d'Hornes. Leur succède un fils.
- Jacobo Felipe Fitz-James Stuart zu Stolberg-Gedern (1773-1794), XVIe comte de Lemos, XIIIe marquis de Sarria, IIIe duc de Berwick et grand d'Espagne.[5] Leur succède un fils.
- Jacobo Fitz-James Stuart y Silva (es) (1791-1794), XVIIe comte de Lemos, XIVe marquis de Sarria, IVe duc de Berwick et grand d'Espagne.[5] Lui succède son frère cadet.
- Carlos Miguel Fitz-James Stuart y Silva (es) (1794-1835), XVIIIe comte de Lemos, XVe marquis de Sarria, Ve duc de Berwick, XIVe duc d'Albe et grand d'Espagne.[5] Leur succède un fils.
- Jacobo Fitz-James Stuart y Ventimiglia (es) (1821-1881), XIXe comte de Lemos, XVIe marquis de Sarria, VIe duc de Berwick, XVe duc d'Albe et grand d'Espagne.[5] Il épouse Francisca de Palafox Portocarrero, IXe comtesse de Montijo, sœur de l'impératrice Eugénie. Leur succède un fils.
- Carlos María Fitz-James Stuart yPortocarrero (es) (1849-1901), XXe comte de Lemos, XVIIe marquis de Sarria, VIIe duc de Berwick, XVIe duc d'Albe et grand d'Espagne.[5] Leur succède un fils.
- Jacobo Fitz-James Stuart y Falcó (1878-1953), XXIe comte de Lemos, XVIIIe marquis de Sarria, XVIIe duc d'Albe, VIIIe duc de Berwick et grand d'Espagne. Lui succède une fille unique.
- Cayetana Fitz-James Stuart y de Silva (1926-2014), XXIIe comtesse de Lemos, XIXe marquise de Sarria, IXe duchesse de Berwick, XVIIIe duchesse d'Albe et de très nombreux autres titres, dix-sept fois grande d'Espagne.
- Carlos Fitz-James Stuart y Martínez d'Irujo, XXIIIe comte de Lemos grand d'Espagne en succèdant à sa mère Cayetana[6].